# كورتني كلاركسون
كورتني كلاركسون (من مواليد 31 أغسطس 1991) هي لاعبة كرة قدم أسترالية لعبت مع فريق وسترن بلدوغز في مسابقة AFL للسيدات. تمت صياغة كلاركسون من قبل سترن بلدوغز مع إختيارهم السادس عشر والمركز 124 بشكل عام في مشروع AFL للسيدات لعام 2016. ظهرت لأول مرة في خسارة 25 نقطة أمام أديلايد في VU Whitten Oval في الجولة الثانية من موسم 2017. لعبت ست مباريات في أول موسم لها وسجلت هدفًا واحدًا. تم شطبها من القائمة في نهاية موسم 2017.